# Empis multinodosa
Empis multinodosa är en tvåvingeart som beskrevs av Frey 1953. Empis multinodosa ingår i släktet Empis och familjen dansflugor. Inga underarter finns listade i Catalogue of Life.